# Воєйков Федір Матвійович
Федір Матвійович Воєйков (1703–1778) — російський дворянин, генерал-аншеф. Генерал-губернатор Києва у 1766–1775 рр.

## Біографія
Був направлений вчитися за кордон Петром І.
Був Ризьким губернатором.
1758 року був надзвичайним посланцем і повноважним міністром у Варшаві.
З 4 липня 1762 р. по 22 березня 1763 р., під час Семирічної війни, був кенігсберзьким губернатором.
З 29 червня 1766 р. по 26 жовтня 1775 р. був київським генерал-губернатором і у 1766–1774 роках — новоросійським генерал-губернатором.

## Діяльність на посаді київського генерал-губернатора
За Федора Воєйкова у 1770 р. були відновлені та перебудовані деякі храми, що постраждали від пожежі. Серед них церква пророка Іллі на Ільїнській вулиці, церква Святої Богородиці Пирогощі поблизу Андріївського узвозу. У 1772 р. на місці дерев'яної побудована кам'яна церква Покрова Божої Матері на Покровській вулиці.
Губернатор Воєйков цікавився розвитком міста та наказав поручику київського гарнізону Новгородцеву Василю Івановичу скласти «Географічний опис Києва», який він закінчив пізніше, у 1784 р.

## Пам'ять
У Кенігсберзі є вулиця Федора Воєйкова.